# Lucas Noubi
Lucas Dominique Noubi Ngnokam (* 15. Januar 2005 in Mouscron) ist ein belgisch-kamerunischer Fußballspieler.
Er spielt auf der Position des Innenverteidigers und spielt seit seiner Kindheit bei Standard Lüttich. Zudem gehörte Noubi zum Kader belgischer Nachwuchsnationalmannschaften.

## Karriere

### Vereinsfußball
Lucas Noubi entstammt der Fußballschule von Standard Lüttich und erhielt im Juli 2022 einen Profivertrag. Bereits am 13. März 2022 gab er im Alter von 17 Jahren bei der 0:1-Niederlage im Nachbarschaftsduell gegen den RFC Seraing sein Profidebüt in der Division 1A. In dieser Saison 2021/22 kam er auf 2 von 34 möglichen Ligaspielen in der ersten Mannschaft.
In der nächsten Saison waren es 17 von 40 möglichen Ligaspielen für die erste Mannschaft sowie ein Pokalspiel. Außerdem wurde er in der U 23-Mannschaft eingesetzt, die in der Division 1B spielte. Hier kam er auf 16 von 32 möglichen Ligaspielen. In der Saison 2023/24 waren es 22 von 40 möglichen Ligaspielen für die erste Mannschaft und wieder ein Pokalspiel sowie 10 von 30 möglichen Ligaspielen für die zweite Mannschaft.
In der Saison 2024/25 wurde er nur bei zwei von 40 möglichen Ligaspielen der ersten Mannschaft eingesetzt. Dazu kamen 15 von 32 möglichen Ligaspielen mit der zweiten Mannschaft, die zu dieser Saison in die 1. Division Amateure abgestiegen war.

### Nationalmannschaft
Lucas Noubi ist belgischer Nachwuchsnationalspieler gewesen und kam in den Altersklassen U15, U17, U18 und U19 zum Einsatz.